# 水面拡散面積
水面拡散面積（すいめんかくさんめんせき）は、微粒子の質量当たりの表面積を示すことで、その粉末がどれだけ細かいかを示す指標である。主に粉末の直径がμm以下の場合に用いられ、単位は m2/g で表される。
測定される粉末の直径は必ず均一である必要はなく、最小値と最大値で数十倍のバラツキがあっても構わない。原理上、表面張力で水面に浮かないような大きな粒の測定は行えないため、粉末が大きい場合には粒度が用いられる。

## 測定方法
リーフィング現象を利用し、乾燥したアルミニウムの微粒子を水面上に均一に拡散させ、隙間のない状態に被覆した時に、単位質量当たりの乾燥アルミニウム粒子が占める面積を測定する。

## 規格
- 塗料用アルミニウム顔料の場合にはJIS規格K 5906で定められている。
- 爆薬に添加するアルミニウム粉末はMIL規格で定められている。